# Медвежанська сільська рада (Немирівський район)
| Медвежанська сільська рада — колишній орган місцевого самоврядування у Немирівському районі Вінницької області з адміністративним центром у с. Медвежа. Сільській раді підпорядковані населені пункти: - с. Медвежа - с. Гостинне |

## Склад ради
Рада складалася з 14 депутатів та голови.

## Керівний склад сільської ради
| ПІБ                       | Основні відомості                                                    | Дата обрання | Дата звільнення |
| ------------------------- | -------------------------------------------------------------------- | ------------ | --------------- |
| Бадюк Станіслав Антонович | Сільський голова, 1964 року народження, освіта, член народної партії | 26.03.2006   | 31.10.2010      |
| Бадюк Станіслав Аньонович | Сільський голова, 1964 року народження, освіта вища, безпартійний    | 31.10.2010   |                 |

Примітка: таблиця складена за даними джерела